# Lolo Cruz
Dolores Edmundo Cruz, más conocido como Lolo Cruz, es un exfutbolista hondureño que se desempeñaba como delantero.

## Trayectoria
Jugó toda su carrera en el España, entre la Liga Amateur y Nacional de Honduras desde 1963 a 1971, jugando 121 partidos y marcando 35 goles en Liga Nacional.

## Selección nacional
Fue en 1963 convocado al primer Campeonato de Naciones de la Concacaf, donde alcanzó la ronda final y quedó en el cuarto puesto, anotando en el último partido contra Costa Rica. Cuatro años después, estuvo en la edición de 1967 que se celebró en su país, logrando hacer el único gol del juego inaugural ante Trinidad y Tobago y consiguiendo el tercer lugar días después.

### Participaciones en Campeonatos Concacaf
| Copa                                          | Sede        | Resultado     | Part. | Goles |
| --------------------------------------------- | ----------- | ------------- | ----- | ----- |
| Campeonato de Naciones de la Concacaf de 1963 | El Salvador | Cuarto puesto | 3     | 1     |
| Campeonato de Naciones de la Concacaf de 1967 | Honduras    | Tercer puesto | 5     | 1     |